# MJPEG 2000
MJPEG 2000 ou Motion JPEG 2000 est la partie 3 de la norme de compression d’images JPEG 2000 et est une application à la vidéo.  Le principe est très simple : chaque image de la vidéo est codée au format JPEG 2000. Une vidéo MJPEG 2000 est donc une simple concaténation d’images au format JPEG 2000, moyennant quelques modifications mineures sur les en-têtes, de la même manière que le MJPEG est une compilation d’images JPEG. 

## Comparaison par rapport aux méthodes de typeMPEG
Un intérêt évident d’un codeur tel que MJPEG 2000 est la facilité d’édition du flux une fois sous forme compressé. L’accès aléatoire est immédiat et toutes les opérations d’édition (suppression, découpage, ajout) sont simples et sans pertes. Ce format est donc particulièrement adapté pour l’indexation ou le montage vidéo. Cette particularité a sans doute été un facteur important dans le choix du MJPEG 2000 comme norme pour le cinéma numérique. 

Les formats de type MPEG utilisant une estimation de mouvement possèdent en effet un format extrêmement difficile à gérer lorsqu’il s’agit d’édition ou même d’un accès aléatoire précis, en raison de la dépendance temporelle entre les images et du réordonnancement des images dans le flux. Les images sont en effet ordonnées  dans le flux MPEG dans l’ordre de décodage et non dans l’ordre d’affichage. Cette dépendance temporelle fait qu’une opération d’édition quelconque ne peut se réaliser sans ré-encodage, sauf cas particulier mais à une échelle grossière (de l’ordre du GOP, soit environ 15 images pour MPEG-2, beaucoup plus pour MPEG-4). 

Un autre avantage est que MJPEG 2000 est pour l’instant le seul codec normalisé possédant une scalabilité fine, si l’on excepte la scalabilité un peu grossière (2 niveaux) de MPEG-4 premier du nom, et le MPEG-4 SVC. La scalabilité temporelle est évidente et MJPEG 2000 bénéficie des excellentes caractéristiques de JPEG 2000 pour la scalabilité spatiale. 

De même, il bénéficie de toutes les propriétés de JPEG 2000 en particulier le codage sans pertes, indispensable pour certaines applications, le codage d’images de très grande taille, etc.
Le principal défaut est évidemment son efficacité en termes de compression, car MJPEG 2000 n’utilise pas la redondance temporelle et exhibe donc des taux de compression plus faibles que les derniers codec de la famille MPEG tels que H.264/AVC.
Une comparaison est toutefois possible lorsque H.264/AVC est utilisé en mode Intra. Une étude a montré la supériorité d’H.264/AVC pour les faibles résolutions. À l’inverse, les résultats sont favorables à MJPEG 2000 pour les hautes résolutions.

## Applications
- MJPEG 2000 a été choisi pour être la norme du cinéma numérique ISO 26428-1
- Imagerie médicale
- Imagerie spatiale
- Contribution (transmission haut débit)